# Happy Now (canción de Zedd y Elley Duhé)
«Happy Now» es una canción del productor musical ruso-alemán Zedd y la cantante estadounidense Elley Duhe. Escrita por Noonie Bao, Sarah Aarons y sus productores Zedd y LotusIV, la canción fue lanzada por Interscope Records el 18 de julio de 2018.

## Antecedentes
Inicialmente titulada "Are You Happy Now" y presentada por la cantante noruega Sigrid, la canción fue revelada por primera vez durante una entrevista para la portada en la revista Billboard. El 3 de julio de 2018, Zedd debutó la canción en su festival Zedd in the Park, donde llevó a Elley Duhé al escenario para una actuación en vivo. Duhé publicó un breve video de la actuación en las redes sociales con la leyenda: "No voy a mentir, mi corazón está bastante lleno". Zedd anunció oficialmente la fecha de lanzamiento de la canción y dio a conocer su portada el 13 de julio, y más tarde bromeó la letra en varios tuits. Estrenó la canción en el programa de radio Beats 1 de Zane Lowe como el récord mundial del día.
Durante la entrevista de radio, Zedd explicó la razón detrás de trabajar con Duhé: "Creo que la razón por la que realmente me interesé por ella fue que ella tenía un enfoque genuino y honesto de la canción y se sentía vulnerable y real". Duhé dijo sobre la canción en un comunicado de prensa: "Para mí, 'Happy Now' es más que solo una canción. Es un momento significativo en mi vida, la oportunidad dorada de trabajar con uno de los mejores DJ / productores de nuestro tiempo. Poder juntarnos con extraños para hacer algo hermoso, cantar algo significativo, compartir algo especial es de lo que se trata 'Happy Now'.

## Composición
"Happy Now" es una balada pop posterior a la ruptura, estilizado como un "híbrido pop / electrónico vocal-céntrico". Abre con una línea de guitarra acústica, antes de convertirse en "un montón de percusión que brinca y que suena", que finalmente termina con "la voz robótica característica de Zedd". La caída presenta un "ritmo memorable" compuesto por "sintetizadores caprichosos y de múltiples tonos que caen en cascada a medio tiempo, averías melifluas". En un comunicado de prensa, Zedd consideró "Happy Now" como "la canción con el sonido más orgánico [que él] ha hecho en mucho tiempo", señalando que la mayoría de la canción se grabó con instrumentación real, específicamente "muchos pianos y un muchas guitarras ". Líricamente, describió la canción como "feliz y triste al mismo tiempo", mientras que musicalmente, la canción "se inclina más hacia un lado más feliz, más soleado".

## Personas detrás de la canción
Los créditos de la canción son de Tidal.
- Zedd – Producción y mezcla.
- Elley Duhé – vocal
- LotusIV – Producción
- Mike Pantano – maestro de ingeniería musical

## Posicionamiento en listas
| Lista (2018-2019)                           | Mejor posición |
| ------------------------------------------- | -------------- |
| Alemania (Offizielle Deutsche Charts)       | 64             |
| Australia (ARIA)                            | 27             |
| Austria (Ö3 Austria Top 40)                 | 64             |
| Bélgica (Flandes) (Ultratop 50)             | 33             |
| Bélgica (Valonia) (Ultratop 50)             | 11             |
| Canadá (Canadian Hot 100)                   | 53             |
| República Checa (Rádio Top 100)             | 5              |
| República Checa (Singles Digitál Top 100)   | 16             |
| Escocia (Scottish Singles Sales Chart)      | 26             |
| Francia (SNEP)                              | 133            |
| Grecia (IFPI)                               | 39             |
| Hungría (Rádiós Top 40)                     | 26             |
| Hungría (Single Top 40)                     | 29             |
| Hungría (Stream Top 40)                     | 26             |
| Irlanda (IRMA)                              | 24             |
| Japón (Japan Hot 100)                       | 58             |
| Malasia (RIM)                               | 8              |
| Países Bajos (Dutch Top 40)                 | 10             |
| Países Bajos (Mega Single Top 100)          | 21             |
| Nueva Zelanda (Recorded Music NZ)           | 39             |
| Noruega (VG-lista)                          | 8              |
| Portugal (AFP)                              | 45             |
| Singapur (RIAS)                             | 8              |
| Suecia (Sverigetopplistan)                  | 64             |
| Suiza (Schweizer Hitparade)                 | 73             |
| Reino Unido (UK Singles Chart)              | 45             |
| Estados Unidos (Billboard Hot 100)          | 90             |
| Estados Unidos (Hot Dance/Electronic Songs) | 8              |
| Estados Unidos (Mainstream Top 40)          | 30             |